# Sissili
A Sissili é uma província de Burkina Faso localizada na região Centro-Oeste. Sua capital é a cidade de Léo.

## Departamentos

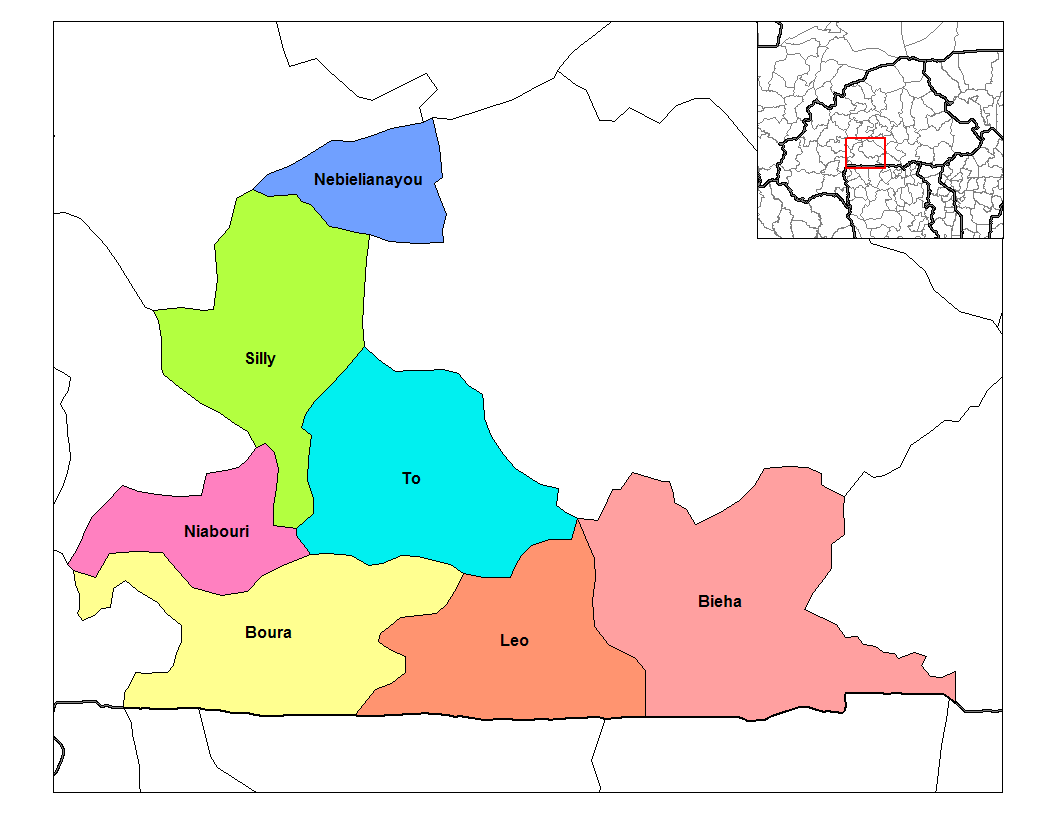
Localização dos diversos departamentos da província da Sissili, Burkina Faso

A província da Sissili está dividida em sete departamentos:
- Biéha
- Boura
- Léo
- Nébiélianayou
- Niambouri
- Silly
- Tô